# 梁睿緯
梁睿緯（1990年5月29日—），台灣男子羽毛球選手，專攻雙打項目；曾就讀景文科技大學旅館管理系。

## 簡歷
梁睿緯在臺南市麻豆國民小學就讀時，因參加羽球社而接觸羽球運動。開始時專攻單打項目，至高中時期在教練安排下轉為雙打。高中畢業後，他加入土銀羽球隊，並在台體休學一年期間，從乙組升到甲組，再轉學到台北讀書。2010年4月，梁睿緯首次出國參賽，出戰大阪羽毛球國際挑戰賽，打進混雙四強。
2012年，梁睿緯出戰韓國羽毛球黃金大獎賽，與廖冠皓打進男雙四強。
2013年7月，梁睿緯在美國黃金大獎賽與廖冠皓搭檔打進男雙決賽，最後以0比2（16-21、25-27）負於日本的嘉村健士/園田啟悟，屈居亞軍。

## 主要比賽成績
| 年份   | 賽事                     | 公開賽級別 | 項目     | 搭檔   | 成績   |
| ------ | ------------------------ | ---------- | -------- | ------ | ------ |
| 2010年 | 大阪羽毛球國際挑戰賽     | 國際挑戰賽 | 混合雙打 | 帥佩伶 | 準決賽 |
| 2011年 | 捷克羽毛球國際賽         | 國際系列賽 | 男子雙打 | 廖冠皓 | 準決賽 |
| 2011年 | 保加利亞羽毛球國際賽     | 國際系列賽 | 男子雙打 | 廖冠皓 | 冠軍   |
| 2012年 | 新加坡羽毛球國際系列賽   | 國際系列賽 | 男子雙打 | 廖冠皓 | 冠軍   |
| 2012年 | 韓國羽毛球黃金大獎賽     | 黃金大獎賽 | 男子雙打 | 廖冠皓 | 準決賽 |
| 2013年 | 美國羽毛球黃金大獎賽     | 黃金大獎賽 | 男子雙打 | 廖冠皓 | 亞軍   |
| 2013年 | 東亞運動會羽毛球比賽     | 其他       | 男子團體 | －     | 銅牌   |
| 2013年 | 澳門羽毛球黃金大獎賽     | 黃金大獎賽 | 男子雙打 | 廖冠皓 | 準決賽 |
| 2013年 | 孟加拉羽毛球國際挑戰賽   | 國際挑戰賽 | 男子雙打 | 廖冠皓 | 冠軍   |
| 2014年 | 伊朗羽毛球國際挑戰賽     | 國際挑戰賽 | 男子雙打 | 廖冠皓 | 亞軍   |
| 2014年 | 奧地利羽毛球國際挑戰賽   | 國際挑戰賽 | 男子雙打 | 廖冠皓 | 亞軍   |
| 2014年 | 加拿大羽毛球大獎賽       | 大獎賽     | 男子雙打 | 呂佳彬 | 冠軍   |
| 2014年 | 美國羽毛球黃金大獎賽     | 黃金大獎賽 | 男子雙打 | 呂佳彬 | 準決賽 |
| 2014年 | 亞洲運動會羽毛球比賽     | 其他       | 男子團體 | －     | 銅牌   |
| 2015年 | 馬來西亞羽毛球國際挑戰賽 | 國際挑戰賽 | 男子雙打 | 張課琦 | 準決賽 |
| 2016年 | 越南羽毛球國際挑戰賽     | 國際挑戰賽 | 男子雙打 | 張課琦 | 準決賽 |

| 2007-2017年 | 首要超級賽 | 超級賽 | 黃金大獎賽 | 大獎賽 | 國際挑戰賽 | 國際系列賽 | 未來系列賽 | 其他 |

| 2018-2026年 | 總決賽 | 超級1000賽 | 超級750賽 | 超級500賽 | 超級300賽 | 超級100賽 | 國際挑戰賽 | 國際系列賽 | 未來系列賽 | 其他 |

### 奧運會和世錦賽參賽紀錄
|          | 搭檔   | 2014 |
| -------- | ------ | ---- |
| 男子雙打 | 廖冠皓 | 48強 |